# Cantón de Tulle-Urbano-Norte
El cantón de Tulle-Urbano-Norte era una división administrativa francesa, que estaba situada en el departamento de Corrèze y la región de Limusín.

## Composición
El cantón estaba formado por una fracción de la comuna que le daba su nombre:
- Tulle (fracción)

## Supresión del cantón de Tulle-Urbano-Norte
En aplicación del Decreto nº 2014-228 de 24 de febrero de 2014, el cantón de Tulle-Urbano-Norte fue suprimido el 22 de marzo de 2015 y su fracción de comuna pasó a formar parte del nuevo cantón de Tulle.